# Liste der Monuments historiques in Arçon
Die Liste der Monuments historiques in Arçon führt die Monuments historiques in der französischen Gemeinde Arçon auf.

## Liste der Objekte
| Bezeichnung               | Beschreibung                                   | Standort                                     | Kennzeichnung | Schutzstatus | Datum | Bild |
| ------------------------- | ---------------------------------------------- | -------------------------------------------- | ------------- | ------------ | ----- | ---- |
| Kanzel                    | Eichenholz, zweite Hälfte des 18. Jahrhunderts | in der Kirche Assomption-de-la-Vierge (Lage) | PM25000049    | Classé       | 1975  |      |
| Taufbecken                | Kalkstein, bezeichnet 1683                     | in der Kirche Assomption-de-la-Vierge (Lage) | PM25001805    | Inscrit      | 1975  |      |
| Skulptur Madonna mit Kind | Holz, farbig gefasst, um 1500                  | in der Kirche Assomption-de-la-Vierge (Lage) | PM25001806    | Inscrit      | 1975  |      |
| Skulptur Madonna          | Kalkstein, bezeichnet 1683                     | in der Kirche Assomption-de-la-Vierge (Lage) | PM25001807    | Inscrit      | 1975  |      |
| Weihwasserbecken          | Kalkstein, bezeichnet 1753                     | in der Kirche Assomption-de-la-Vierge (Lage) | PM25001808    | Inscrit      | 1975  |      |
| Altarkreuz                | Holz, vergoldet, 18. oder 19. Jahrhundert      | in der Kirche Assomption-de-la-Vierge (Lage) | PM25001809    | Inscrit      | 1975  |      |
| Sechs Altarleuchter       | Holz, vergoldet, um 1800                       | in der Kirche Assomption-de-la-Vierge (Lage) | PM25001810    | Inscrit      | 1975  |      |
| Kronleuchter              | Kristallglas, Bronze, 19. Jahrhundert          | in der Kirche Assomption-de-la-Vierge (Lage) | PM25001811    | Inscrit      | 1975  |      |
| Kasel                     | Seide, bestickt, 19. Jahrhundert               | in der Kirche Assomption-de-la-Vierge (Lage) | PM25001812    | Inscrit      | 1975  |      |
| Kruzifix mit zwei Engeln  | Holz, um 1800                                  | in der Kirche Assomption-de-la-Vierge (Lage) | PM25001813    | Inscrit      | 1975  |      |
| Glocke                    | Bronze, 1768 gegossen                          | in der Kirche Assomption-de-la-Vierge (Lage) | PM25000048    | Classé       | 1942  |      |